# Paesaggio con ponte rotto
Paesaggio con ponte rotto è un dipinto a olio su tela (106x127 cm) di Salvator Rosa, databile al 1645-1648 circa e conservato nella Galleria Palatina a Firenze. Fa pendant con la Marina delle torri dello stesso autore. 

## Storia
L'opera fa parte della serie di lavori eseguiti per committenti privati, non legati alla famiglia Medici, durante il soggiorno fiorentino del pittore (1640-1648). In particolare venne dipinta per il letterato e filosofo Giovanni Battista Ricciardi, amico fraterno dell'artista col quale condivise la partecipazione all'Accademia dei Percossi, restando in contatto anche dopo la partenza del pittore dalla Toscana. All'estinzione dei Ricciardi, la tela era passata al pittore aretino Felice Acciai, che la vendette a Ferdinando III di Lorena nel 1820.
La composizione, tra le più riuscite e apprezzate dell'artista, venne più volte replicata: tra le copie antiche ce n'è una nei depositi degli Uffizi, proveniente dal lascito Feroni, oppure due dell'olandese Jacob de Heusch. Esistono anche copie del dipinto e del suo pendant, probabilmente autografe (almeno il Ponte, più dubbiosa la Marina), nelle collezioni di Corsham Court in Inghilterra, provenienti dalle collezioni Capponi. 

## Descrizione e stile

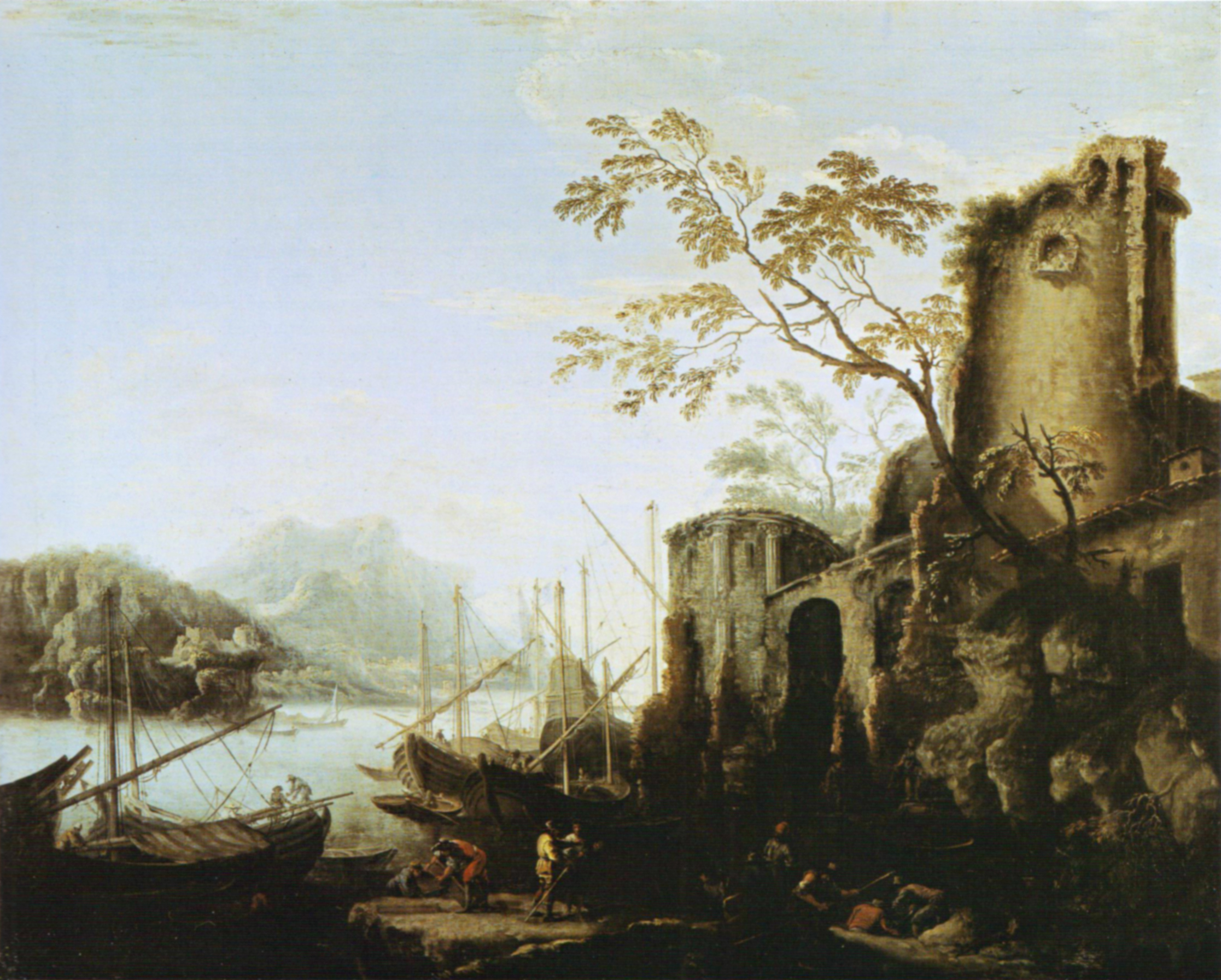
Marina delle torri, Galleria Palatina

Si tratta di un'opera molto conosciuta dell'artista, per l'abilità compositiva, l'invenzione capricciosa e la vivace resa pittorica. Sullo sfondo di un terso cielo azzurrino, velato di nubi e rischiarato sullo sfondo dai bagliori dell'alba, si staglia nella metà sinistra un alto dirupo posto su un arco naturale, sul quale sta una fortificazione. Più in basso, oltre la massa scura della vegetazione, un ponte a doppia arcata attraversa diagonalmente il campo, con l'estremità crollata e sostituita da una passarella fatta di alcune assi di legno. Sul ponte si intravede uno stemma mediceo con le insegne papali, fatto che ha fatto pensare a una committenza legata al cardinale Giovan Carlo de' Medici, ma né questa tela né il suo pendant si trovano negli inventari medicei. Lo stemma dopotutto ha solo tre "palle", non sei, ed è forse da intendere come un segno della rovina del luogo. Non si può escludere che possa anche alludere al deteriorarsi dell'opinione sul governo mediceo del Rosa, che portò poi al suo trasferimento a Roma. 
Come in altri paesaggi dell'artista, le figure umane sono confinate nel registro inferiore del dipinto, e in questo caso raffigurano un gruppetto di cavalieri che si appresta ad attraversare il ponte. 
Le quinte arboree, coi rami spesso spezzati, la presenza dell'acqua vivacemente lumeggiata, le vestigia antiche sparse, i dirupi scoscesi ma pittoreschi, tutti questi elementi concorrono all'intonazione "romantica" ante litteram, che rappresenta uno dei maggiori motivi della singolarità e del successo dei paesaggi del Rosa.